# Hymenaios
Hymen eller Hymenaios, var i grekisk mytologi en skön atensk yngling, som förtärdes av en obesvarad låga till en adlig jungfru.
Då Hymenaios vid de eleusinska mysterierna iklädd kvinnokläder följde efter sin älskade, blev han jämte denna och andra jungfrur bortrövad av sjörövare. Hymenaios lyckades dock döda dessa och undkomma till Aten, vars innevånare snart befriade fångarna, varvid Hymenaios till belöning erhöll sin tillbeddas hand. Efter denna tilldragelse skall Hymenaios som en bröllopsfestens gud ha åkallats i atenarnas bröllopssånger.